# Andrés Selpa
Andrés Selpa (n. Bragado, Buenos Aires, Argentina; 17 de enero de 1932 - Buenos Aires, Argentina; 23 de enero de 2003) fue un boxeador argentino de pesos mediano y semipesado, también fotógrafo y poeta. Fue apodado "El cacique de Bragado", es además el boxeador argentino con más peleas profesionales en toda la historia con 220 peleas.

## Biografía
Andrés Antonio Selpa, se destacó como boxeador durante la década de 1950 y 1960. Su dura infancia tras el abandono de su madre, lo llevó a aprender todo lo que su padre le legó, inclusive, el luchar.
Peronista de corazón, supo decir que tenía dos grandes y célebres amores Grace Kelly y Catalina la Grande. Se consideraba como un legionario católico apasionado por la fe cristiana y un buen jugador de dominó que solía jugar en épocas veraniegas en Mar del Plata y en un bar (Góndola) en Buenos Aires.
Fue un amigo personal de la cantante María Marta Serra Lima, de la vedette Nélida Roca, del escritor Jorge Luis Borges , de Américo Barrio y del General Juan Domingo Perón y su esposa, María Estela Martínez de Perón.

## Etapa como boxeador
Se haría popular por su luchas en el Luna Park en el que era El malo de la película para un público que lo recibía con una silbatina atroz, que lo rechazaba por considerarlo soberbio y fanfarrón. Lucho con El Zurdo Eduardo Lausse, con quien protagonizó históricos duelos y a quien superó el 13 de octubre de 1956 por abandono en el 11° round. Así se consagraba campeón argentino y sudamericano de los medianos, aunque la FAB le arrebataría ese título nacional el 2 de octubre de 1958, a raíz de sus inconductas en una pelea realizada un mes antes, frente al mismo rival.
En 1966 fue monarca sudamericano ya que se impuso por abandono en el 12° round al brasileño Rubens Oliveira. Este último lo logró al superar por puntos, en su combate N° 200, al marplatense Miguel Ángel Páez. Frente a este mismo oponente se retiró a los 36 años, dejándose noquear, literalmente, y resignando la corona nacional. Aquella resultó su última pelea.
Se enfrentó a Carlos Monzón en dos oportunidades en 1965 (cayó por puntos y empató, respectivamente) y viajó a Washington en febrero de 1967 para disputarle el cetro mundial de los semipesados al norteamericano Bob Foster. Cuentan que para promocionarse se paraba en la calle Florida y repartía volantes con petulantes textos como “¿Quiere ver morir a...? Vaya al Luna Park. Firmado: Andrés Selpa”.
Una vez supo contar que tuvo que hacerse el desmayado dos veces: una en Caracas (Venezuela) y otra en la provincia de Salta en Argentina. En esta última estaba luchando con un joven de la colectividad árabe, cuando iban por el tercer round le dio un corte en una ceja al muchacho de un cabezazo. La gente comenzó a quejarse y le comenzó a tirar con monedas, cascotes y ladrillos, entonces se le ocurrió simular un desvanecimiento para ser trasladado en camilla al camarín y escapar de la muchedumbre.

## Crimen y condena
El 14 de junio de 1986, le disparó cuatro balazos a su exesposa María del Carmen Quagliaro (la dejó al borde de la muerte) con su arma calibre 32, porque decía que no lo dejaba ver a sus hijos. Fue juzgado y condenado a seis años de prisión. Allí pasó por varias prisiones incluyendo un año y medio en la Cárcel de Villa Devoto. Fue excarcelado en 1992, aunque volvió a estar entre rejas en enero de 1995, a los 63 años, por maltratar a su nueva mujer, Olga Cuiña, 27 años menor que él. Al año siguiente en otra muestra de su carácter violento, golpeó a un hombre en un hogar para indigentes.

## Etapa como escritor
Se dedicaría luego de abandonar por completo el boxeo, a la escritura y poesía. Publicó un libro autobiográfico donde cuenta su vida con la drogadicción durante 20 años cuando boxeaba, en una entrevista dijo al respecto 

"Lo hacía por uno mismo, porque el medio ambiente en el que estaba me había arrastrado a eso, porque me sobraba la plata  y el tiempo y el ocio, que es el peor enemigo de la juventud, lo hacía porque los demás lo hacían"

También hizo una poesía a Aníbal Troilo, éste decía,

"Quiero cantar Pichuco, pero no me da la voz porque es mas grande que yo lo que te quiero decir, y lo que te han de oír evocando tu historial, verán que sos inmortal, mi música de mi pueblo y aunque le cueste creerlo no habrá otro Pichuco más".

## Apariciones en televisión
En la década del 1990 fue entrevistado por Lucho Avilés y Raúl Urtizberea para su programa El pueblo quiere saber.

## Vida privada
Según lo autoafirmaba no se consideraba una persona para nada fiel ni con sus esposas, atribuyedole en parte a lo vivido con su madre. Tuvo varios amoríos incluyendo una condesa y una notaria periodista. Se casó un total de 6 veces, con las que tuvo 9 hijos (María Andrea, Liliana Beatriz, entre otros), 14 nietos y varios bisnietos. Fue padre por primera vez a los 20 años de edad.

## Fallecimiento
En sus últimos años en la década del 90 estuvo internado en el Hospital Borda. A los 71 años, luego de permanecer un año en un geriátrico fallece en el Hospital San Luis de Bragado debido a un severo cuadro de deshidratación que derivó en un paro cardíaco.